# Kerala

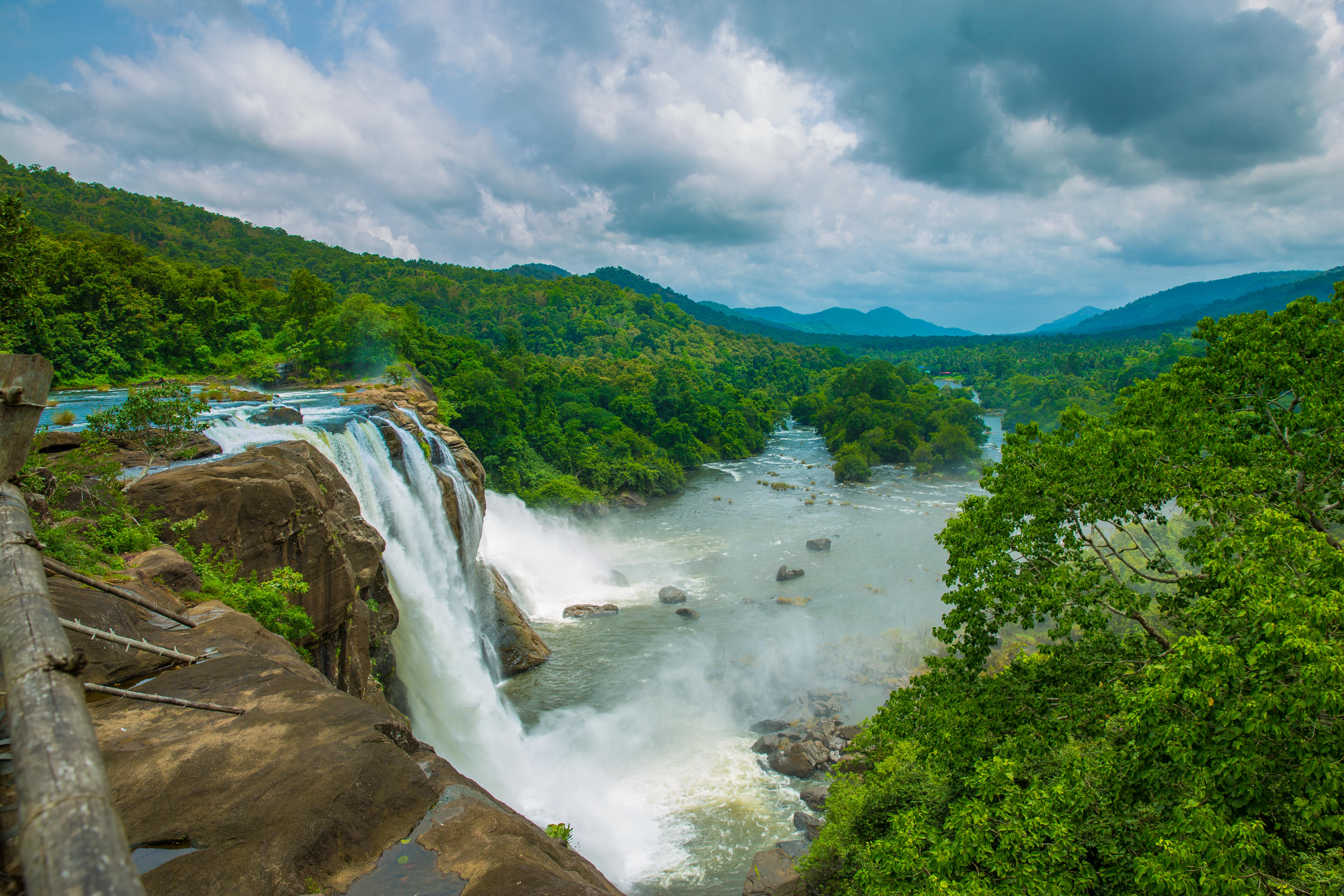
Cascada Athirapally

Kerala este un stat de pe Coasta Malabar din sud-vestul Indiei. A fost format pe 1 noiembrie 1956 prin fuzionarea regiunilor vorbitoare de limbă malayalam din statele de atunci Travancore-Cochin și Madras. Cu o suprafață de peste 38.863 km2, Kerala este al 21-lea stat indian după teritoriu. Se învecinează cu Karnataka la nord și nord-est, Tamil Nadu la est și sud și Marea Lakshadweep la vest. Cu 33.387.677 de locuitori conform recensământului din 2011, Kerala este al treisprezecelea stat indian după populație. Este împărțit în 14 districte, capitală fiind Thiruvananthapuram. Malayalamul este cea mai răspândită limbă și este, de asemenea, limba oficială a statului.

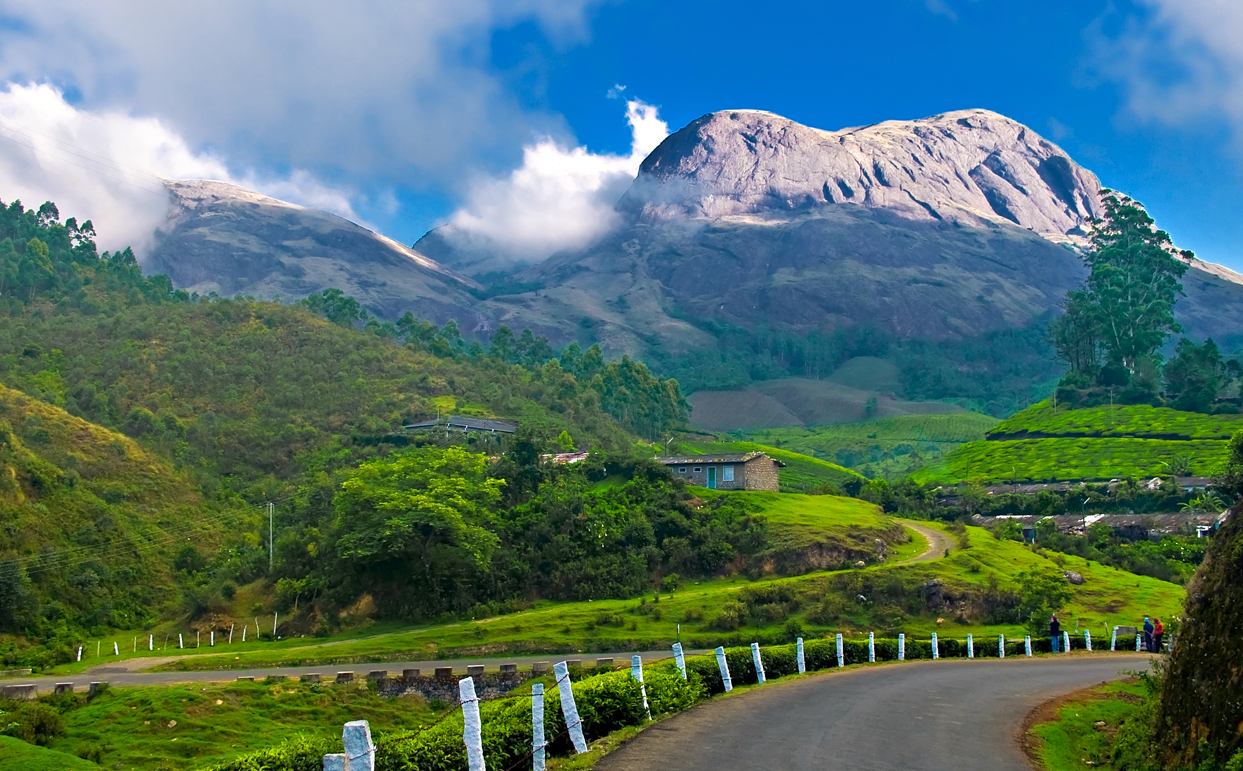
Munții Munnar

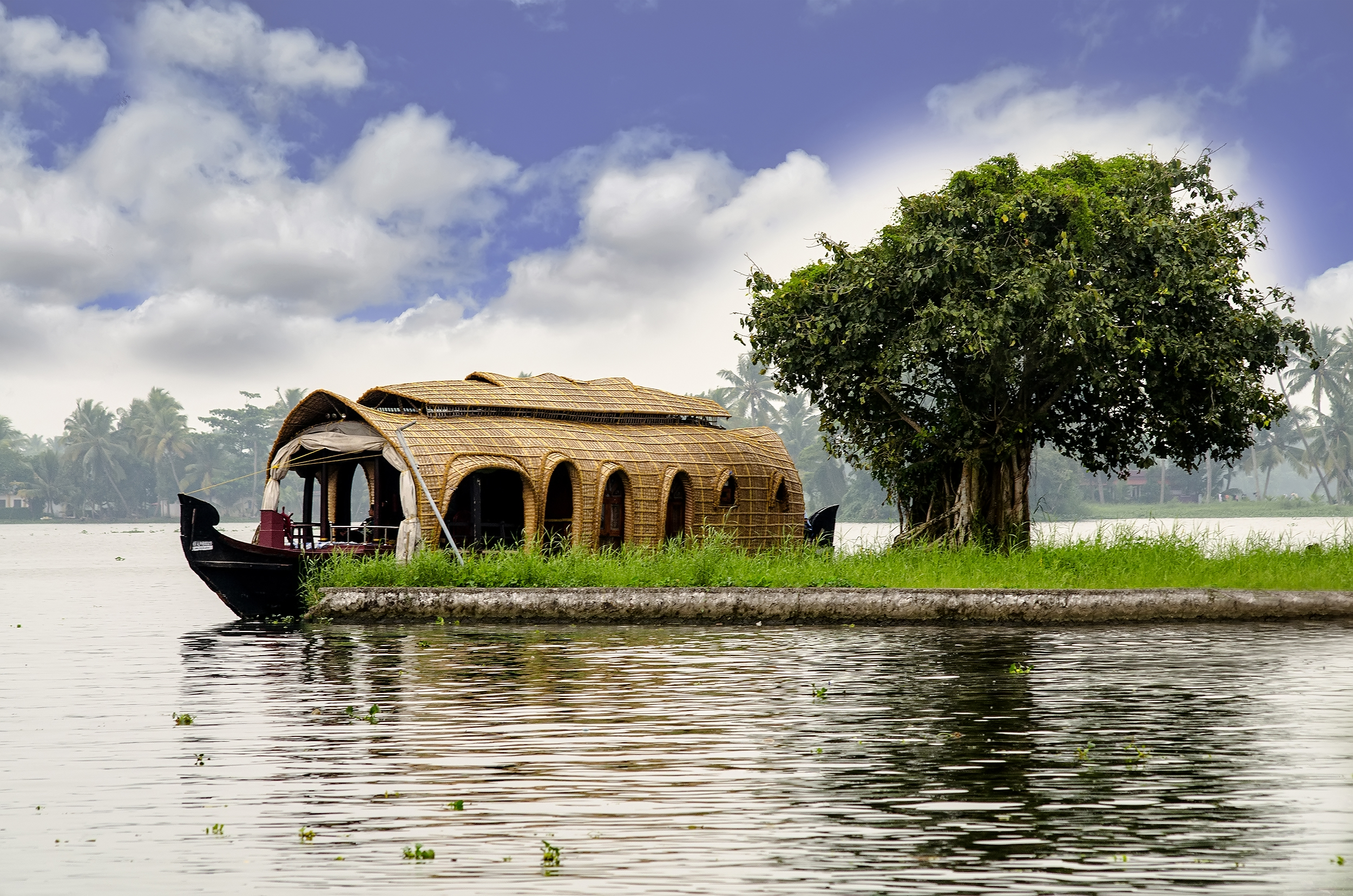
Barcă-locuință

Dinastia Chera a fost primul regat important aflat în Kerala. Regatul Ay din sud și regatul Ezhimala din nord erau celelalte regate de la începutul erei noastre. Regiunea fusese un important exportator de condimente încă din anul 3000 î.Hr. Proeminența regiunii în comerț a fost remarcată în lucrările lui Plinius cel Bătrân, precum și în Periplul din jurul anului 100 d.Hr. În secolul al XV-lea comerțul cu mirodenii a atras comercianții portughezi în Kerala și a deschis calea colonizării europene a Indiei. La începutul secolului al XX-lea existau două state princiare majore în statul Kerala: Travancore și Regatul Cochin. Au fost unite pentru a forma statul Thiru-Kochi în 1949. După States Reorganisation Act din 1956 a luat ființă statul modern Kerala prin fuzionarea districtului Malabar din statul Madras, a statului Thiru-Kochi  și a talukului Kasaragod (acum districtul Kasaragod) din Canara de Sud (Tulunad), care făcea parte din statul Madras.
Economia din Kerala este a zecea ca mărime din India cu un produs intern brut de 110 miliarde dolari americani și un PIB pe cap de locuitor de 2900 dolari americani. Kerala are cea mai scăzută rată pozitivă de creștere a populației din India, 3,44%; cel mai înalt indice de dezvoltare umană (IDU), 0,784 în 2018 (0,712 în 2015); cea mai mare rată de alfabetizare, 96,2% în sondajul de alfabetizare din 2018 realizat de Oficiul Național de Statistică; cea mai ridicată speranță de viață, 77 de ani. Kerala este pe penultimul loc în India după procentajul de săraci, conform Raportului anual al Reserve Bank of India publicat în 2013. Statul a ocupat primul loc în țară privind obiectivele de dezvoltare durabilă conform raportului anual al NITI Aayog publicat în 2019. Statul a suferit o emigrație semnificativă, în special în statele arabe din Golful Persic, în timpul Boomului Golfului din anii 1970 și începutul anilor 1980, iar economia sa depinde în mod semnificativ de remitențele de la o comunitate numeroasă de expatriați malayali. Hinduismul este practicat de mai mult de jumătate din populație, urmat de islam și creștinism. Cultura Keralei este o sinteză a culturilor ariene, dravidiene, arabe și europene, dezvoltată de-a lungul mileniilor.
Producția de piper și cauciuc natural contribuie semnificativ la producția totală națională. În sectorul agricol, nucile de cocos, ceaiul, cafeaua, caju și condimentele joacă un rol  important. Coasta statului se întinde pe 595 km și în jur de 1.1 milioane de persoane din stat depind de industria pescuitului, care asigură 3% din veniturile statului. Statul are cea mai mare expunere la mass-media din India, cu ziare publicate în nouă limbi, mai ales engleză și malayalam. Kerala este una dintre cele mai importante destinații turistice din India, având ca atracții majore lagune, resorturi montane, plaje, turism ayurvedic și păduri tropicale.